# Orgilus asper
Orgilus asper är en stekelart som beskrevs av Taeger 1989. Orgilus asper ingår i släktet Orgilus och familjen bracksteklar. Inga underarter finns listade i Catalogue of Life.